# Alfred Höllhuber

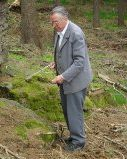
Alfred Höllhuber (2008) bei einer Burgenbegehung

Alfred Höllhuber (* 4. Mai 1919 in Gutau; † 17. Oktober 2008 in Reichenstein, Gemeinde Pregarten) war ein österreichischer Regional- und Heimatforscher.

## Leben und Wirken
Höllhuber wuchs auf der Burg Reichenstein auf, wo sein Vater als Schulleiter der Reichensteiner Schule wohnte. Schon in seiner Gymnasialzeit in Linz zeigte sich sein Interesse an Burgen in einer schriftlichen Arbeit zu dem Thema Burgen und Schlösser meiner engeren Heimat. Im Zweiten Weltkrieg wurde er zum Militär eingezogen und kam dann in sowjetische Kriegsgefangenschaft. Nach seiner Rückkehr arbeitete er als Volksschullehrer im Unteren Mühlviertel, 1961 wurde er Leiter der Volksschule in Reichenstein.
1963 entdeckte Höllhuber durch Zufall Bodenfunde auf dem Gelände der Burg Reichenstein (während eines Gewitters waren dort unter dem Wurzelstock einer umgestürzten Ulme große Mengen an archäologischen Artefakten zu Tage getreten). In der Folge unternahm er weitere Untersuchungen auf den bekannten Burgen Prandegg, Ruttenstein, Falkenstein oder Klingenberg. Zudem begann er, auch auf anderen Hügeln des Mühlviertels, die ihm vielversprechend erschienen, mit Begehungen und ersten Grabungen. Sein Interesse galt vor allem der Erforschung von bislang nicht untersuchten und kaum dokumentierten Burgställen. So legte er 1967 auf dem Strafenberg Abstemmungen im Felsenboden frei, die er als Fundamente einer Holzburg deuten konnte. Bei einer Grabungskampagne 1979 wurde diese Anlage dann freigelegt und es konnten zahlreiche Funde gesichert werden. Da ihm auch am nahe gelegenen Herzogreither Felsen entsprechende Vertiefungen aufgefallen waren, konnte er auch diese als Unterbau einer mittelalterlichen Holzburg interpretieren. In der Folge weitete er seine Suche auf andere Bergkuppen im Unteren Mühlviertel aus und stieß auch dort wieder auf Spuren von Gebäuden sowie auf zahlreiche Fundgegenstände aus dem Mittelalter (z. B. bei der Ägidikirche in Engerwitzdorf). Mehr als 40 Jahre lang widmete sich Höllhuber der Erforschung der Geschichte seiner Region. Die Ergebnisse seiner Studien veröffentlichte Höllhuber schwerpunktmäßig im Jahrbuch des Oberösterreichischen Musealvereines bzw. den Oberösterreichischen Heimatblättern und ab 1993 im Eigenverlag.
Wegen seiner historisch-archäologischen Interessen errichtete Höllhuber in seinem Wohnhaus in Reichenstein einen Anbau, in dem er seine Funde (er sammelte u. a. 130.000 Keramikscherben) unterbringen konnte. Zu Beginn war die von ihm angelegte Sammlung nur für die Schulkinder in Reichenstein zugänglich, 1984 konnte er hier aber das Burgmuseum Reichenstein eröffnen. Die von ihm angelegte Sammlung von Fundgegenständen führten dazu, dass Höllhuber im Kreis der Burgenforscher große, auch internationale Bekanntheit erlangte.
Höllhuber widmete sich vor allem den Erbauern der frühen, „namenlosen“ Burgen und der kleinen Herrschaften im Unteren Mühlviertel. Dadurch hat er sich mit einer Gruppe von Adeligen bzw. Freibauern beschäftigt, die in den Schriftquellen dieser Zeit kaum fassbar sind und wenn doch, dann in ihrem sozialen Rang und ihren ökonomischen und herrschaftspolitischen Möglichkeiten nicht als einheitliche Gruppe erfasst werden können. Sowohl im Hoch- als auch im Spätmittelalter war ein sozialer Aufstieg durch Dienst bei höheren Herren als auch ein sozialer Abstieg bis hin zum Bauernstand möglich. Diese soziale Vielfalt findet auch in den von ihm entdeckten und untersuchten Burgen ihren Ausdruck: Einzelne Burgen könnten, wie von Höllhuber interpretiert, ganz aus Holz gebaut gewesen sein, die meisten Anlagen waren aber Holz- und Steinbauten. Manche hatten nur eine relativ kurze Lebenszeit, wobei wir im Einzelfall nicht sagen können, ob kriegerische Ereignisse oder mangelnde wirtschaftliche Grundlagen die Hintergründe für deren Abkommen waren. Ab dem Spätmittelalter setzten sich wenige Großherrschaften wie die Herrschaften Prandegg, Reichenstein oder Ruttenstein gegenüber den kleineren Herrschaftsgebilden durch, was wohl mit ein Grund für das Burgensterben im 13. Jahrhundert war.

## Nachlass
2005 wurde die Sammlung Höllhuber vom Oberösterreichischen Landesmuseum angekauft. Dies ermöglicht es, die Funde unter aktuellen archäologischen Gesichtspunkten neu zu bearbeiten. Weitere Exponate aus der Sammlung Höllhuber, gefunden in Prandegg, Reichenstein, Falbenstein, Stampfegg oder bei der Ägidikirche sind im Burgenmuseum Reichenstein untergebracht.
Da die Arbeit Alfred Höllhubers methodisch nicht immer den archäologischen Ansprüchen genügte, gilt es sein Vermächtnis zu sichten und gegebenenfalls unter modernen archäologischen Gesichtspunkten neu zu bearbeiten.

## Ausgewählte Publikationen
- Alfred Höllhuber: Deckelformen des hochmittelalterlichen Schwarzhafnergeschirres, belegt durch Funde aus Ruinen, Burgställen und Hausbergen des unteren Mühlviertels. In: Jahrbuch des Oberösterreichischen Musealvereines. Linz 1975.
- Alfred Höllhuber: Eine namenlose Holzburg auf dem Strafenberg in der Marktgemeinde St. Leonhard bei Freistadt. In: Oberösterreichische Heimatblätter. Jahrgang 34, Linz 1980, 141–165.
- Alfred Höllhuber: Spinnwirtel aus dem Fundgut von Mühlviertler Burgen. In: Jahrbuch des Oberösterreichischen Musealvereines. Band 126/1, Linz 1981, 79–109.
- Alfred Höllhuber: Mittelalterliche Öllampen. Aus dem Fundgut von Burgruinen, Burgställen und Plätzen ehemaliger Holzburgen im unteren Mühlviertel. In: Oberösterreichische Heimatblätter. Band 49/3, Linz 1995, S. 208–224.
- Alfred Höllhuber: Die Reichensteiner Töpfermarkensammung. Oberösterreichischer Musealverein, Linz 1979.
- Alfred Höllhuber: ... duo castra Plasenstein... – Die zwei Burgen Blasenstein. Ein Beitrag zur Bestimmung ihrer Lage, mit einem Fundbericht. In: Jahrbuch des Oberösterreichischen Musealvereines. Linz 1979.
- Alfred Höllhuber: Der Bergfried der Veste Saxenegg. In: Jahrbuch des Oberösterreichischen Musealvereines. Linz 1980.
- Alfred Höllhuber: Ein Schatzkrug aus Tragwein. In: Oberösterreichische Heimatblätter. Linz 1981.
- Alfred Höllhuber: Holzburgen im Mühlviertel. In: Windegger Geschehen. Informationsblatt Arbeitskreis Windegg. Schwertberger Kulturring, 1982.
- Alfred Höllhuber: Burgställe, Hausberge und andere Wehranlagen im unteren Mühlviertel. Anzeiger. Österr. Akademie d. Wissenschaften, phil.-hist. Klasse. Mitteilungen der Kommission für Burgenforschung und Mittelalter-Archäologie. 1983.
- Leopold Josef Mayböck, Alfred Höllhuber: Der Markt Schwertberg und die Burg Windegg. Beitrag zum 700jährigen Marktjubiläum von Schwertberg und Tragwein im Jahre 1987 (= Arbeitskreis Windegg im Schwertberger Kulturring (Hrsg.): Geschichtsblätter. Band 1). Schwertberg 1987.
- Alfred Höllhuber: Mein Reichenstein. Erinnerungen eines alten Schulmeisters an seinen Lebensweg, besonders an die Forschungstätigkeit in diesem sagenumwobenen Burgort. Reichenstein 1993.
- Alfred Höllhuber: ain purkchstal genant der Nesslstain... Wallseer Lehenbuch 1446. Eine ehemalige Holzburg auf dem Nesselstein bei Hackstock in der Marktgemeinde Unterweissenbach, Bezirk Freistadt. Reichenstein 1994.
- Alfred Höllhuber: Die Holzburg auf dem Rametstein. Ein in Vergessenheit geratener Wehrbau im einstigen Nordwald. In: Oberösterreichische Heimatblätter. Linz 1994.
- Alfred Höllhuber: Eine namenlose, verschollene Holzburg auf dem Herzogreither Felsen in der Marktgemeinde St. Leonhard bei Freistadt. Reichenstein 1995.
- Alfred Höllhuber: Die Schloßkapelle Reichenstein – einst Burgkapelle, dann Religionsfonds-Pfarrgotteshaus zur Zeit Josefs II. und seit 1942 Kirche der Kaplanei. Reichenstein 1995.
- Alfred Höllhuber: Heilszeichen (?) an Gefäßen aus dem Hochmittelalter. Bodenzeichen von Sitzen und Burgen im Unteren Mühlviertel. Reichenstein 1996.
- Alfred Höllhuber: Hölzerne Freibauernsitze und frühgesichtliche (?) Befestigungen im Gemeindegebiet Weitersfelden. In: Ludwig Riepl (Hrsg.): Weitersfelden. Ein heimatkundliches Lesebuch und eine Ortschronik. 1997, S. 53–60.
- Alfred Höllhuber: Liebeneck, eine Holzburg auf dem Hausberg an der kleinen Naarn. Reichenstein 1998.
- Alfred Höllhuber: Liebenstein ein ehemaliges Hochhauß (1571) auf dem Gipfelfelsen der Jankusmauer oder Januskirchen (1826). Reichenstein 1999.
- Alfred Höllhuber: Eine sagenhafte Holzburg auf den Lehrmüller-Mauern beim Tannermoor. Reichenstein 2000.
- Alfred Höllhuber: Die ehemalige Holzburg (ein Freibauernsitz) in Eschenreith bei Liebenau. Reichenstein 2001.
- Alfred Höllhuber: Holzburgen, Freibauernsitze im Unteren Mühlviertel vom Machland bis weit hinein in den Nordwald. Reichenstein 2002.
- Alfred Höllhuber: Der alte Karelhof mit dem Sitz auf dem Falbenstein und andere große Rodungseinheiten in der Flur Gutowa (1155). Reichenstein 2003.
- Alfred Höllhuber: Der Hausberg an der Großen Naarn. Reichenstein 2004.
- Alfred Höllhuber: Alt-Hagenberg, die ehemalige Burg am uralten Salzweg von Gusen an der Donau über Wartberg nach Böhmen. Reichenstein 2005.
- Alfred Höllhuber, Leopold Josef Mayböck: Adlerhorst und Teufelskanzel: Die Burg Araberg. 2006.
- Alfred Höllhuber: Burgen auf allen Bergen, wie auch der Freibauernsitz auf dem Reichenstainischen Caluary Berg. Reichenstein 2007.
- Alfred Höllhuber: Als "Ostmärker" bei der Deutschen Wehrmacht. Vom Dienst am Volk in Treu und Glauben. Reichenstein 2008.
- Alfred Höllhuber: Der Markt Pregarten zur Zeit der Babenberger, gegründet auf dem Boden von Freibauern. Reichenstein 2008.

## Auszeichnungen
- Verleihung des Titels Konsulent der Oberösterreichischen Landesregierung
- Ernennung zum Professor durch den Bundespräsidenten der Republik Österreich